# 江宁路站
江宁路站位于上海普陀区长寿路江宁路，为上海轨道交通13号线一期的地下车站，於2015年12月19日啟用。

## 车站设施

### 车站楼层
江宁路站共有3層。地面為車站出口，地下一層為站厅，地下二層為13号线站台。
| 地面层   | 出入口             | 1-4出入口                        |  |  |
| 地下一层 | 站厅               | 票务服务、自动售票机、人工服务台 |  |  |
| 地下二层 | ①站台              | █ 13号线 往金运路（长寿路）      |  |  |
|          | 岛式站台，左侧开门 |                                  |  |  |
|          | ②站台              | █ 13号线 往张江路（汉中路）      |  |  |

### 站厅
江宁路站站厅位于地下一层，沿东北——西南方向的长寿路布置。非付费区内在车站东北侧和西侧侧各设立一个进站口，两个进站口间由通道相连，设有设有自助售票机、安检设备和进站闸机等设施。付费区位于站厅中央，被非付费区呈半包围状，西北侧中央设有服务中心和两对出站闸机组，并有两个双向自动扶梯、一个楼梯（后被分流为两个方向）通往站台层。付费区东南侧中央设有一面长24米、高2.7米的艺术墙，艺术墙为铝板彩色喷绘巨幅山水画，名为《江山宁和》，通过对禅韵十足的表达，以契合车站附近玉佛寺的意境。

### 站台
江宁路站站台位于地下二层，沿东北——西南方向的长寿路布置，呈直角梯形状。13号线在本站設有2個站台，共同使用一個島式站台。其中1号站台供往金运路方向列車使用，2号站台供往张江路方向列車使用，2号站台为一个由东北慢慢向南偏移的弯道站台。站台的站名墙曾经采用标准的华文行楷字体，但在开通前夕改为玉佛寺方丈释觉醒法师亲笔题写的书法字。站台还设有屏蔽门、候车座椅等设施，并有两个双向自动扶梯、两个楼梯通往站厅层。

## 出入口
江宁路站共有4个出入口，各出入口如下所示：
| 出口编号            | 出口指示       | 照片 |
| ------------------- | -------------- | ---- |
| 1 · 出口            | 长寿路，昌化路 |      |
| 2 · 出口 · （设有） | 长寿路，昌化路 |      |
| 3 · 出口            | 长寿路，昌化路 |      |
| 4 · 出口            | 长寿路，江宁路 |      |
| 图例： 设有         |                |      |